# خديجة السلامي
خديجة السلامي (ولدت عام 1966م في صنعاء-)، دبلوماسية ومخرجة وكاتبة يمنية، مستشارة إعلامية للسفارة اليمنية بباريس. وهي المخرجة اليمنية الوحيدة التي أنجزت عدداً من الأفلام الملتزمة بشأن المرأة في بلدها، أولها نساء اليمن.

## نشأتها
عاشت طفولتها في صنعاء خلال الستينات من القرن الماضي، وعايشت حصار السبعين يوما من قبل الملكيين. التحقت بالتعليم وحصلت على منحة دراسية إلى الولايات المتحدة الأمريكية، ودرست خديجة الإخراج السينمائي في جامعة جنوب كاليفورنيا في لوس أنجلوس والجامعة الأميركية في العاصمة الأميركية واشنطن. وعند عودتها عملت في التلفزيون اليمني ودخلت إلى العمل في السلك الدبلوماسي ذهب بها باريس للعمل في السفارة اليمنية كمديرة لمركز الإعلام اليمني.
حازت السلامي على جوائز عالمية من خلال أفلامها السينمائية. في مارس 2007 منحها الرئيس الفرنسي جاك شيراك وسام جوقة الشرف بمرتبة ضابط، وذلك تقديرا لأعمالها السينمائية والكتابية ذات الطابع الاجتماعي والإنساني ولدورها في تعزيز العلاقات اليمنية الفرنسية.
سجل كتاب خديجة السلامي دموع سبأ والذي صدر بالإنكليزية مبيعات كبيرة، وترجم إلى عدة لغات عالمية. لاقى هذا الكتاب باللغة الفرنسية إقبالا كبيرا من قبل الفرنسيين خلال الأسبوع الأول من صدوره.
تزوجت وهي في الحادي عشر من عمرها من رجل كبير بالسن. بعد ذهابها إلى الخارج جمعتها قصة حب أثناء الدراسة الجامعية في الولايات المتحدة الأمريكية مع أمريكي مسلم يسمى شارلز هوتس، وتزوجت منه.
ترفض خديجة السلامي فكرة النقاب وتصفه ب «الخيمة» حيث تقول في إحدى المقابلات الصحفية عن هذا الموضوع: «إن النقاب (الخيمة)اختراع ذكوري وهو مخالف للدين الإسلامي، كونه لا يوجد نص قرآني يدعو إلى تحول المرأة إلى خيمة كاملة يلغي شخصيتها الحقيقية».

## أفلامها
أول أعمالها فلم نساء اليمن الذي أعدته للتخرج في 1990. تشمل الأفلام الوثائقية التي أخرجتها خديجة من مقر عملها في باريس:
- فيلم «أرض سبأ» (1997)
- «اليمن ذو الألف وجه» (2000)
- «غريبة في موطنها» (2005)، الذي افتتح المهرجان الدولي لأفلام حقوق الإنسان في جنيف، وفازت عنه بست جوائز في المهرجان ذاته.
- «أمينة» (2006).[6]

- «الصرخة»: شاركت في مهرجان دبي السينمائي عام 2012 بفلمها «الصرخة» الذي يتحدث عن مشاركة النساد اليمنيات في الثورة اليمنية وعن مدى نجاحهن في ذلك. يرصد الفيلم العديد من النساد اليمنيات اللواتي شاركن في الثورة اليمنية وبذلن الكثير من الجهود لتحقيق التغيير الديموقراطي والمساواة في البلاد.

- أنا نجوم بنت العاشرة ومطلقة وألذي نال جائزة مهرجان دبي السينمائي الدولي لأفضل فيلم روائي، وقد تقدم اليمن بهذا الفيلم إلى أكاديمية فنون وعلوم السينما الأمريكية التي تمنح جائزة الـ"أوسكار" للمشاركة في المهرجان عن فئة أفضل فيلم أجنبي، وقد تم قبول الفيلم لكنّه لم يصل إلى القائمة القصيرة.[7]